# Hugo Lloris
Hugo Hadrien Dominique Lloris, född 26 december 1986 i Nice, är en fransk fotbollsmålvakt som spelar för Los Angeles FC i Major League Soccer.

## Biografi
Hugo Lloris kommer från en överklassmiljö, hans mor (död 2008) var advokat och hans katalanskättade far är en Monte Carlo-baserad bankman. Han är gift och har tre barn.

## Klubbkarriär
Lloris började spela professionell fotboll i klubben OGC Nice. Han gjorde debut vid 19 års ålder den 18 mars 2006 mot Rennes och släppte inte in några mål i 1–0-matchen. Han spelade fyra matcher till den säsongen. Följande säsong spelade Lloris 37 matcher och höll nollan i 13 matcher i Ligue 1. Hans ansträngningar ledde till att flera stora europeiska klubbar kontaktade honom i hopp om ett kontrakt. 

### Övergångsintresset
Efter en stabil säsong med OGC Nice, uppkom spekulationer om var Lloris skulle spela följande säsong. Han var främst kopplad till franska jättar som Olympique Lyonnais, som ville ha honom att ersätta den avgående Grégory Coupet, AC Milan, som ville att han skulle ersätta Dida och Tottenham Hotspur, som ville att Lloris skulle ersätta Paul Robinson.

## Landslagskarriär
Lloris gjorde sin A-landslagsdebut för Frankrike 2008 och var sedan dess lagets förstemålvakt. Han deltog i VM åren 2010, 2014, 2018 och 2022 samt i EM åren 2012, 2016 och 2020. Från vintern 2012 fram till att han lämnade landslaget var han även lagkapten.
Han vann guld med Frankrike i VM 2018 som lagets förstemålvakt och lagkapten.
Den 9 januari 2023 avslutade Lloris landslagskarriären.

## Meriter
Frankrike
- VM-guld: 2018